# Доброгаєв Михайло Андріанович
Михайло Андріанович Доброгаєв (1861, Стародуб — 1918, Чернігів) — український педагог, краєзнавець, архівознавець.

## Біографія
Народився в 1861 році в місті Стародуб Чернігівської губернії. Батьком його був священослужитель. Навчався в місцевій духовній семінарії, а потім закінчив Московську духовну академію. Згодом обіймав посаду викладача Шаргородського духовного училища. Працював помічником наглядача Новгород-Сіверського, а з 1887 року — Чернігівського духовного училища. З 1890 року став наглядачем Чернігівського духовного училища.
З 1896 року став активним членом Чернігівської ГУАК. Почав вивчати церковну історію Чернігівщини. В полі зору його уваги особливо знаходяться діяльність святителя Феодосія Углицького та Дмитра Ростовського. Досліджував Чернігівський Спасо-Преображенський собор. Результати роботи обговорювались на засіданнях Комісії.
Написав вступну статтю в каталозі музею архівної комісії. В подальшому брав активну участь у виданні цього каталога (1890 р.). Для історико-археологічного календаря на 1906 р. підготував статтю про українського історика Миколу Бантиш-Каменського. У 1909 р. вийшла друком праця «Посад Митьковка», яка стосувалась поселень старовірів-московитів на півночі Чернігівщини — колишньому Стародубському полку Гетьманщини. Джерелами стали опубліковані праці та архівні документи.
Помер в м. Чернігові 11 листопада 1918 р.

## Праці
- Н. Н. Бантыш-Каменский // Чернигов. ист.-археолог. отрывной календарь на 1906 год.-Чернигов, 1906.- С.700;
- Посад Митьковка.-Чернигов, 1909;
- Три царские грамоты Х в. из собрания Е. А. Судиенко: Речь М. А. Доброгаева, посвященная памяти Д. Ростовского // Труды ЧГУАК.-Вып.8.-С.27, 105—114